# Jennifer Brady
Jennifer Brady (n. 12 aprilie 1995, Harrisburg, Pennsylvania, SUA) este o jucătoare profesionistă de tenis din Statele Unite ale Americii. Cea mai bună clasare a carierei a fost locul 13 mondial. La momentul actual este pe locul 14 WTA.
În 2021, a jucat finala Australian Open, fiind învinsă de Naomi Osaka.

## Legături externe
Materiale media legate de Jennifer Brady la Wikimedia Commons
- Jennifer Brady la Women's Tennis Association
- Jennifer Brady la International Tennis Federation
- Jennifer Brady pe site-ul Fed Cup
- en Jennifer Brady la Olympedia.org